# Marchainville
Marchainville település Franciaországban, Orne megyében. Lakosainak száma 247 fő (2018. január 1.). Marchainville La Ferté-Vidame, L’Hôme-Chamondot, La Lande-sur-Eure, Moulicent, Moussonvilliers és Saint-Maurice-lès-Charencey községekkel határos.

## Népesség
A település népességének változása:
| Lakosok száma | 298  | 300  | 263  | 235  | 197  | 209  | 220  | 237  | 244  | 247  |
|               | 1962 | 1968 | 1975 | 1982 | 1990 | 2008 | 2013 | 2015 | 2017 | 2018 |